# Движение за гражданские права

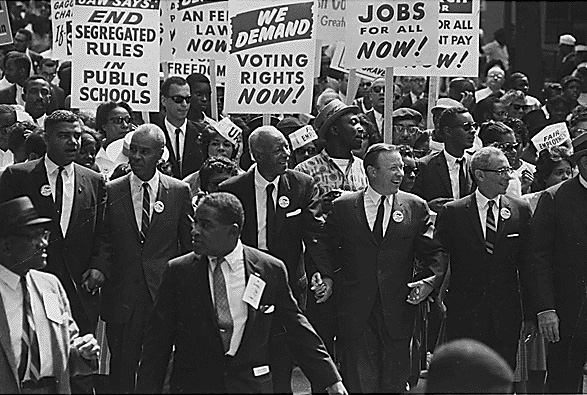
Движение за гражданские права в Вашингтоне, март 1963.

Движе́ние за гражда́нские права́ — термин относящийся к серии политических групп и движений выступавших за равноправие граждан перед законом. Пик активности подобных движений в разных странах мира пришёлся на 1960-е годы. Во множестве случаев они использовали для борьбы акции гражданского неповиновения, не сопровождающиеся насилием. Тем не менее, в некоторых случаях подобные акции сопровождались или вызывали как следствие массовые беспорядки и вооруженные восстания.
Известными движениями за гражданские права были организации чернокожего населения в США, католического населения в Северной Ирландии. Среди других групп, добивавшихся равноправия — движения за права женщин, права национальных меньшинств, сексуальных меньшинств (ЛГБТ-организации). Отдельно можно выделить движения за гражданские права и свободы на территории СССР и стран-участниц Организации Варшавского договора.

## Движения за гражданские права в США
В 1865 году Гражданская война в США закончилась победой Северных штатов, выступавших за отмену рабства на всей территории США. Как следствие, в декабре 1865 года была принята 13-я поправка к Конституции США, предусматривавшая отмену рабства на всей территории США и подконтрольных юрисдикциях. В 1868 году была принята 14-я поправка, гарантировавшая гражданство США всем лицам рождённым или натурализованным на территории США и подконтрольных юрисдикций. В 1870 году была принята 15-я поправка, запрещающая властям на уровне государства или отдельных штатов ограничивать граждан страны в активном избирательном праве по признаку «расы, цвета кожи или в связи с нахождением в рабстве в прошлом». Поправка была принята 3 февраля 1870 года, став третьей и последней из так называемых «поправок эпохи Реконструкции».
Тем не менее, чтобы обеспечить надлежащее соблюдение вышеуказанных прав на всей территории США и во всех сферах жизни общества потребовалось ещё около ста лет усилий со стороны политических партий, движений и активистов.